# Topas (kommunhuvudort)
Topas är en kommunhuvudort i Spanien.   Den ligger i provinsen Provincia de Salamanca och regionen Kastilien och Leon, i den centrala delen av landet, 180 km nordväst om huvudstaden Madrid. Topas ligger 825 meter över havet och antalet invånare är 681.
Terrängen runt Topas är platt. Runt Topas är det mycket glesbefolkat, med 7 invånare per kvadratkilometer. Närmaste större samhälle är Villares de la Reina, 16,6 km söder om Topas. Trakten runt Topas består till största delen av jordbruksmark.